# Eriogonum elegans
Eriogonum elegans är en slideväxtart som beskrevs av Edward Lee Greene. Eriogonum elegans ingår i släktet Eriogonum och familjen slideväxter. Inga underarter finns listade i Catalogue of Life.